# Modern Millie – Reicher Mann gesucht
Modern Millie – Reicher Mann gesucht, auch kurz Modern Millie (Originaltitel: Thoroughly Modern Millie) ist ein US-amerikanisches Filmmusical aus dem Jahre 1967. Regie führte George Roy Hill nach einem Drehbuch von Richard Morris. Die Hauptrolle spielte Julie Andrews.

## Handlung
Die junge Millie Dillmount kommt vom Land ins New York des Jahres 1922. Ihr Ziel: Modern zu sein. Das heißt für sie, sich modisch zu kleiden und einen reichen Mann zu heiraten. Bald schließt sie Freundschaft mit ihrer Nachbarin Dorothy Brown. Auf einer Party lernt sie Jimmy Smith kennen. Sie verstehen sich auf Anhieb, doch kommt er wegen mangelnden Reichtums nicht in Frage. Eher schon Trevor Graydon, doch der interessiert sich mehr für Dorothy.
Als Dorothy von einem Mädchenhändlerring entführt wird, befreien Millie und Jimmy sie und einige weitere entführte junge Frauen. Schließlich stellt sich heraus, dass Jimmy doch reich ist. So können Millie und Jimmy sowie Dorothy und Trevor heiraten.

## Produktion

### Produktionsfirmen
Der Film wurde produziert von Ross Hunter Produktions in Zusammenarbeit mit den Universal Studios.

### Musik

#### Lieder
Die Lieder aus dem Film waren gemäß den 1967 in Großbritannien bzw. den USA veröffentlichten Soundtrackalben:
1. Thoroughly Modern Millie, gesungen von Julie Andrews
2. Ouvertüre, die Baby Face, Do It Again, Poor Butterfly, Stumbling und Japanese Sandman enthält
3. Jimmy, gesungen von Julie Andrews
4. The Tapioca, im Film gesungen von James Fox (Gesangsdouble: Jim Bryant)
5. Jazz Baby, komponiert von Maurice K. Jerome, gesungen von Carol Channing
6. Jewish Wedding Song – Trinkt Le Chaim, gesungen von Julie Andrews
7. Zwischenspiel, ein Medley aus Baby Face, Jimmy, Jewish Wedding Song – Trinkt Le Chaim und Thoroughly Modern Millie. Gesungen von Julie Andrews.
8. Poor Butterfly, gesungen von Julie Andrews
9. Rose of Washington Square, gesungen von Ann Dee
10. Baby Face, gesungen von Julie Andrews
11. Do It Again, gesungen von Carol Channing
12. Thoroughly Modern Millie (Reprise), gesungen von Julie Andrews
13. Zum Abschluss ein Instrumentalmedley aus Jazz Baby, Jimmy und Thoroughly Modern Millie

Nicht im Soundtrack als Lied, aber als Teil der Ouverture:
- Stumbling
- Japanese Sandman, im Film gesungen von Jack Soo und Pat Morita.

#### Filmmusik (Score)
Nicht auf den Soundtracks enthalten ist auch die Filmmusik. Sie wurde komponiert von Elmer Bernstein, arrangiert und dirigiert von André Previn. Elmer Bernstein war sehr darüber erstaunt, dass er einen Oscar für diesen Film erhielt, nicht aber für Die glorreichen Sieben oder Wer die Nachtigall stört.

### Synchronisation
Die deutsche Synchronisation wurde von der Berliner Synchron GmbH durchgeführt. Das Dialogbuch stammte von Fritz A. Koeniger, Dialogregie führte Dietmar Behnke.
| Charakter          | Schauspieler     | Synchronsprecher   |
| ------------------ | ---------------- | ------------------ |
| Millie Dillmount   | Julie Andrews    | Maria Körber       |
| Jimmy Smith        | James Fox        | Thomas Danneberg   |
| Dorothy Brown      | Mary Tyler Moore | Evelyn Gressmann   |
| Muzzy Van Hossmere | Carol Channing   | Alice Treff        |
| Trevor Graydon     | John Gavin       | Claus Biederstaedt |
| Miss Mears         | Beatrice Lillie  | Leny Marenbach     |

### Uraufführungen
Die Welturaufführung war am 21. März 1967 in New York. In die deutschen Kinos kam der Film am 5. Oktober 1967.
Vertrieben wurde der Film durch die Universal Studios.

## Kritik
Allgemein wurde Modern Millie – Reicher Mann gesucht als „Atmosphärisch stimmig, unbeschwert“ bzw. „weitgehend beschwingt und heiter“ aber zu lang empfunden. Weitgehend Einigkeit besteht auch darin, dass der Film altmodisch sei. Während Bosley Crowther 1967 noch fragte, wen es störe, dass der Film manchmal ein paar Jahrzehnte verspätet sei wird der Plot später als obsolet bezeichnet, der Film habe sein Haltbarkeitsdatum schon lange überschritten.
Es sei eine „thoroughly modern“ Burleske, eine verspielte Satire, die „die turbulenten zwanziger Jahre parodieren will“ oder auch den Wunsch, modern zu sein, selbst. Es scheine mehr ein Zusammenschnitt von ein paar Folgen einer Sitcom zu sein, es fehle nur der laugh track. Andere fanden, es sei – zumindest bei der Länge – exzessiver Unsinn. Nach einem Zitat von George Roy Hill sollte es eine Farce sein, in Bewegung gehalten durch den eigenen unüberlegten Unsinn.

## Einspielergebnis
An den US-Kinokassen spielte der Film 34.335.025 Dollar ein.
Damit wurde Modern Millie – Reicher Mann gesucht zum bis dahin finanziell erfolgreichsten Film der Universal Studios.

## Auszeichnungen

### Oscar
Bei der Oscarverleihung 1968 war der Film sieben Mal nominiert. Dabei konnte ein Oscar gewonnen werden.
- Elmer Bernstein gewann den Oscar in der Kategorie Beste Original-Musik.
- Carol Channing wurde nominiert in der Kategorie Beste Nebendarstellerin.
- In der Kategorie Bestes Szenenbild waren Alexander Golitzen, George C. Webb und Howard Bristol nominiert.
- Jean Louis erhielt eine Nominierung in der Kategorie Bestes Kostüm-Design.
- Für den Besten Ton wurde das Sound Studio von Universal nominiert.
- Für Beste Adaptierte Musik waren André Previn und Joseph Gershenson nominiert.
- Als Bester Song war Thoroughly Modern Millie von Jimmy Van Heusen und Sammy Cahn im Rennen.

### Golden Globe Awards
Bei den Golden Globe Awards 1968 gewann Carol Channing in der Kategorie Beste Nebendarstellerin.

Nominierungen gab es in den Kategorien Bester Film – Musical/Komödie, Beste Darstellerin – Musical/Komödie für Julie Andrews, Beste Filmmusik für Elmer Bernstein und Bester Filmsong für Jimmy Van Heusen und Sammy Cahn.

### Laurel Awards
Bei den Laurel Awards 1967 gewannen der Film in der Kategorie Beste Komödie und Julie Andrews in der Kategorie Beste Darstellerin in einer Komödie. Carol Channing erhielt eine Nominierung in der Kategorie Beste Nebendarstellerin.

### Weitere Auszeichnungen
Richard Morris gewann den WGA Award 1968 in der Kategorie Bestes Drehbuch (Musical).

## Nachwirkungen
Das Musical Thoroughly Modern Millie aus dem Jahre 2002 basiert auf diesem Film.